# Reteporella
Reteporella Busk, 1884 è un genere di briozoi della famiglia Phidoloporidae.

## Tassonomia
Comprende le seguenti specie:
- Reteporella abnormis (Lu Nie & Zhong in Lu, 1991)
- Reteporella abyssinica (Waters, 1909)
- Reteporella alberti (Calvet, 1931)
- Reteporella antarctica (Waters, 1904)
- Reteporella antennata (Ramalho, Muricy & Taylor, 2011)
- Reteporella antennula (Buchner, 1924)
- Reteporella aporosa (Waters, 1895)
- Reteporella aquitanica (Jullien & Calvet, 1903)
- Reteporella arborea (Jullien, 1882)
- Reteporella atlantica (Busk, 1884)
- Reteporella aurantiaca (MacGillivray, 1883)
- Reteporella aurantium (Gordon, 2009)
- Reteporella axillaris (Ortmann, 1890)
- Reteporella beaniana (King, 1846)
- Reteporella bullata (Hayward & Cook, 1979)
- Reteporella carinata (MacGillivray, 1884)
- Reteporella cellulosa (Linnaeus, 1767)
- Reteporella clancularia (Hayward & Cook, 1979)
- Reteporella clypeata (Canu & Bassler, 1929)
- Reteporella complanata (Waters, 1895)
- Reteporella concinna (Gordon, 1984)
- Reteporella concinnoides (Gordon & d'Hondt, 1997)
- Reteporella constricta (Powell, 1967)
- Reteporella couchii (Hincks, 1878)
- Reteporella cyclostoma (Harmer, 1934)
- Reteporella defensa (Gordon & d'Hondt, 1997)
- Reteporella dinotorhynchus (Hayward & Cook, 1979)
- Reteporella dorsoporata (Liu & Hu, 1991)
- Reteporella dumosa (Hayward, 2000)
- Reteporella elegans (Harmelin, 1976)
- Reteporella erugata (Hayward, 1993)
- Reteporella fenestrata (Powell, 1967)
- Reteporella ferox (Gordon & d'Hondt, 1997)
- Reteporella feuerbornii (Hass, 1948)
- Reteporella fimbriata (Canu & Bassler, 1927)
- Reteporella fissa (MacGillivray, 1869)
- Reteporella flabellata (Busk, 1884)
- Reteporella frigida (Waters, 1904)
- Reteporella frigidoidea (Liu & Hu, 1991)
- Reteporella gelida (Waters, 1904)
- Reteporella gigantea (Busk, 1884)
- Reteporella gilchristi (O'Donoghue, 1924)
- Reteporella gracilis (Gordon, 1989)
- Reteporella graeffei (Kirchenpauer, 1869)
- Reteporella granti (Guha & Gopikrishna, 2007)
- Reteporella granulata (MacGillivray, 1869)
- Reteporella grimaldii (Jullien, 1903)
- Reteporella harmeri (Hass, 1948)
- Reteporella hincksii (Kirkpatrick, 1888)
- Reteporella hippocrepis (Waters, 1904)
- Reteporella incognita (Hayward & Ryland, 1996)
- Reteporella jermanensis (Waters, 1909)
- Reteporella jullieni (Calvet, 1931)
- Reteporella laciniata (Hayward, 2000)
- Reteporella laevigata (Waters, 1904)
- Reteporella lata (Busk, 1884)
- Reteporella laxipes (Canu & Bassler, 1929)
- Reteporella lepralioides (Waters, 1904)
- Reteporella ligulata (Gordon, 1989)
- Reteporella longichila (Hayward, 1993)
- Reteporella longicollis (Canu & Bassler, 1929)
- Reteporella longifissa (Harmer, 1934)
- Reteporella magellensis (Busk, 1884)
- Reteporella malleata (Hayward, 2000)
- Reteporella malleatia (Gordon, 1984)
- Reteporella marsupiata (Smitt, 1873)
- Reteporella mediterranea (Hass, 1948)
- Reteporella millespinae (Canu & Bassler, 1929)
- Reteporella monomorpha (Hayward, 2004)
- Reteporella nanshaensis (Lu, Nie & Zhong in Lu, 1991)
- Reteporella obtecta (Buchner, 1924)
- Reteporella parallelata (Hayward, 2000)
- Reteporella parva (Hayward, 1993)
- Reteporella pelecanus (Lopez de la Cuadra & Garcia-Gomez, 2001)
- Reteporella porcellana (MacGillivray, 1869)
- Reteporella prominens (Canu & Bassler, 1928)
- Reteporella protecta (Waters, 1904)
- Reteporella pseudofinis (Canu & Bassler, 1929)
- Reteporella quadripora (Guha & Gopikrishna, 2007)
- Reteporella reginae (Hayward, 2000)
- Reteporella reticulata (Powell, 1967)
- Reteporella simplex (Waters, 1888)
- Reteporella smitti (Gautier, 1955)
- Reteporella sparteli (Calvet, 1906)
- Reteporella spinosissima (Canu & Bassler, 1929)
- Reteporella sudbournensis (Gautier, 1962)
- Reteporella sudbourniensis Gautier, 1962
- Reteporella suluensis (Harmer, 1934)
- Reteporella syrtoxylon (Gordon, 1989)
- Reteporella tenuitelifera (Canu & Bassler, 1929)
- Reteporella terebrata (Buchner, 1924)
- Reteporella trabeculifera (Canu & Bassler, 1927)
- Reteporella tristis (Jullien, 1903)
- Reteporella tuberosa (Hayward, 2000)
- Reteporella unguicula (Hayward, 2004)
- Reteporella vallata (Hayward, 2000)
- Reteporella verecunda (Hayward & Cook, 1983)
- Reteporella watersi (Nordgaard, 1907)